# Mercedes Chilla
Mercedes Chilla López (Jerez de la Frontera, 19 gennaio 1980) è una giavellottista spagnola.

## Palmarès
| Anno | Manifestazione          | Sede       | Evento                 | Risultato | Prestazione | Note |
| ---- | ----------------------- | ---------- | ---------------------- | --------- | ----------- | ---- |
| 1998 | Mondiali juniores       | Annecy     | Lancio del giavellotto | 23ª (q)   | 45,45 m     |      |
| 1999 | Europei juniores        | Riga       | Lancio del giavellotto | 10ª       | 51,03 m     |      |
| 2001 | Europei under 23        | Amsterdam  | Lancio del giavellotto | Argento   | 57,78 m     |      |
| 2001 | Universiadi             | Pechino    | Lancio del giavellotto | 6ª        | 53,32 m     |      |
| 2001 | Giochi del Mediterraneo | Radès      | Lancio del giavellotto | 6ª        | 51,44 m     |      |
| 2003 | Universiadi             | Taegu      | Lancio del giavellotto | Bronzo    | 55,94 m     |      |
| 2004 | Giochi olimpici         | Atene      | Lancio del giavellotto | 22ª (q)   | 58,45 m     |      |
| 2005 | Giochi del Mediterraneo | Almería    | Lancio del giavellotto | Bronzo    | 57,79 m     |      |
| 2005 | Mondiali                | Helsinki   | Lancio del giavellotto | 12ª (q)   | 58,38 m     |      |
| 2006 | Europei                 | Göteborg   | Lancio del giavellotto | Bronzo    | 61,98 m     |      |
| 2007 | Mondiali                | Osaka      | Lancio del giavellotto | 27ª (q)   | 53,64 m     |      |
| 2008 | Giochi olimpici         | Pechino    | Lancio del giavellotto | 9ª        | 58,13 m     |      |
| 2009 | Mondiali                | Berlino    | Lancio del giavellotto | 18ª (q)   | 56,68 m     |      |
| 2010 | Europei                 | Barcellona | Lancio del giavellotto | 6ª        | 61,40 m     |      |
| 2011 | Mondiali                | Taegu      | Lancio del giavellotto | 16ª (q)   | 58,34 m     |      |
| 2014 | Europei                 | Zurigo     | Lancio del giavellotto | 10ª       | 57,91 m     |      |